# Stefano da Putignano

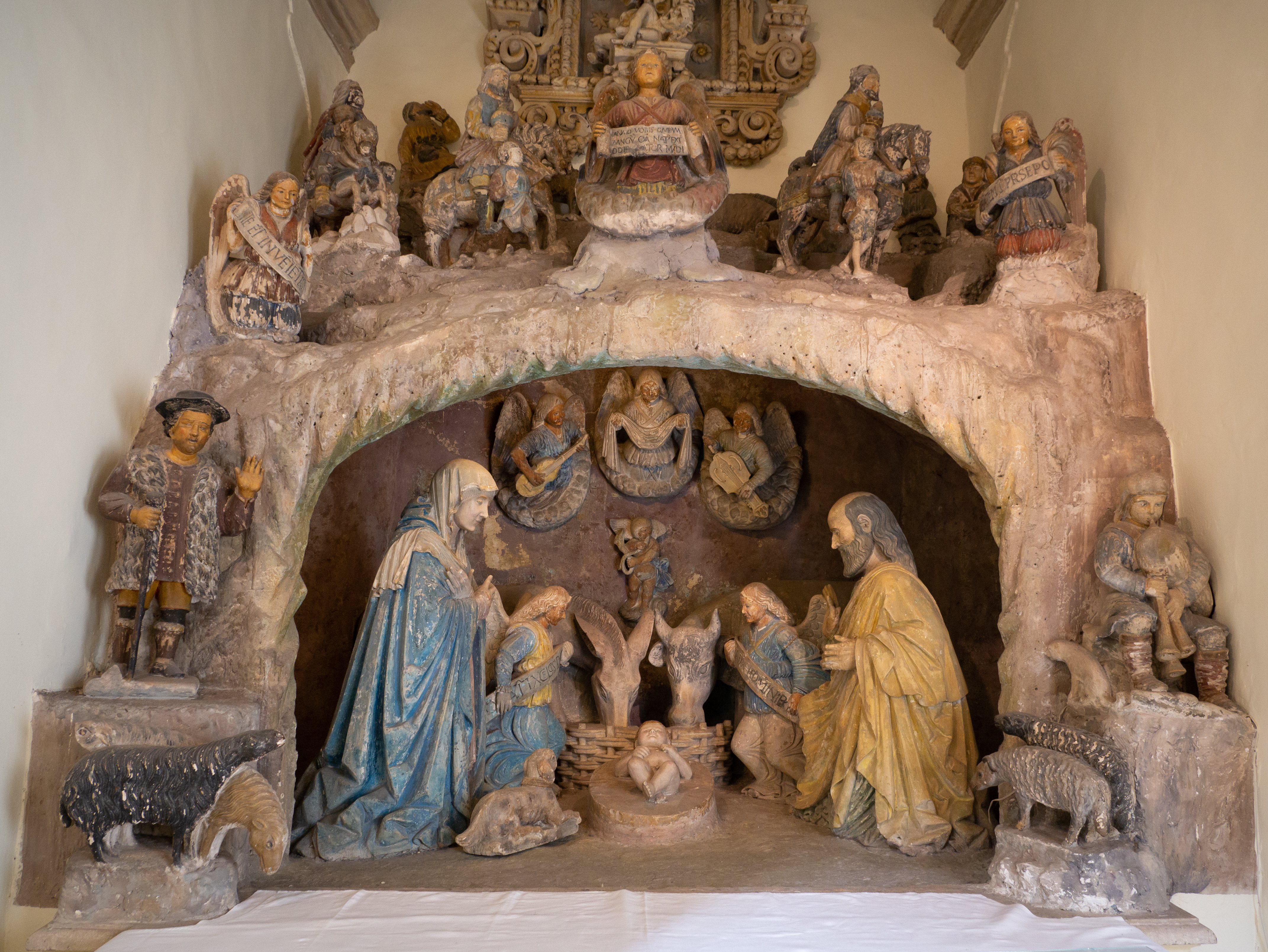
Grottaglie, chiesa del Carmine, Presepe in pietra policromata.

Stefano da Putignano (Putignano, 1470 circa – 1539 circa) è stato uno scultore e architetto italiano, attivo nel XVI secolo, artista di spicco del rinascimento in Puglia.

## Biografia

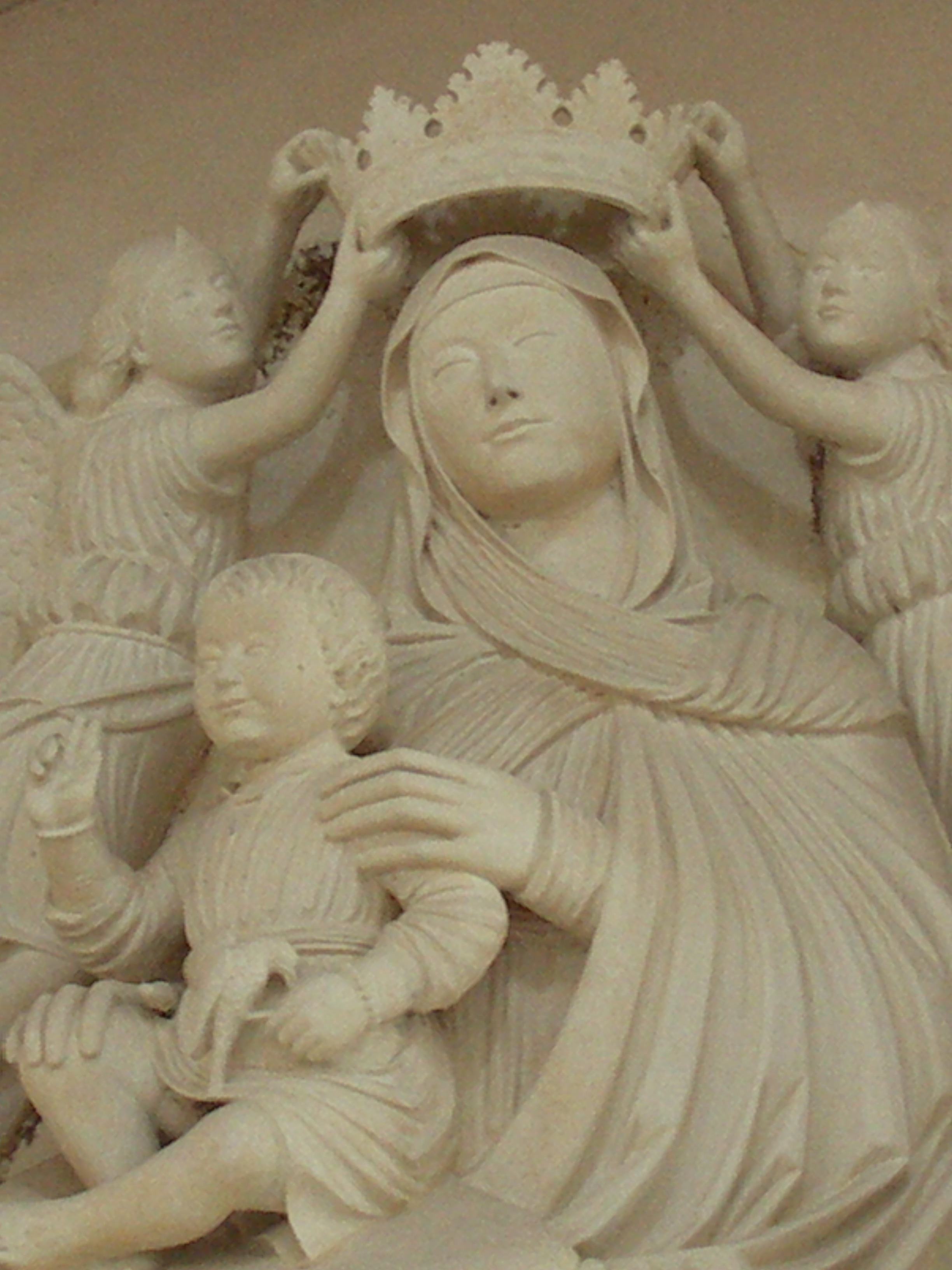
Cisternino, Chiesa di San Nicola, Santa Maria di Costantinopoli (1764)

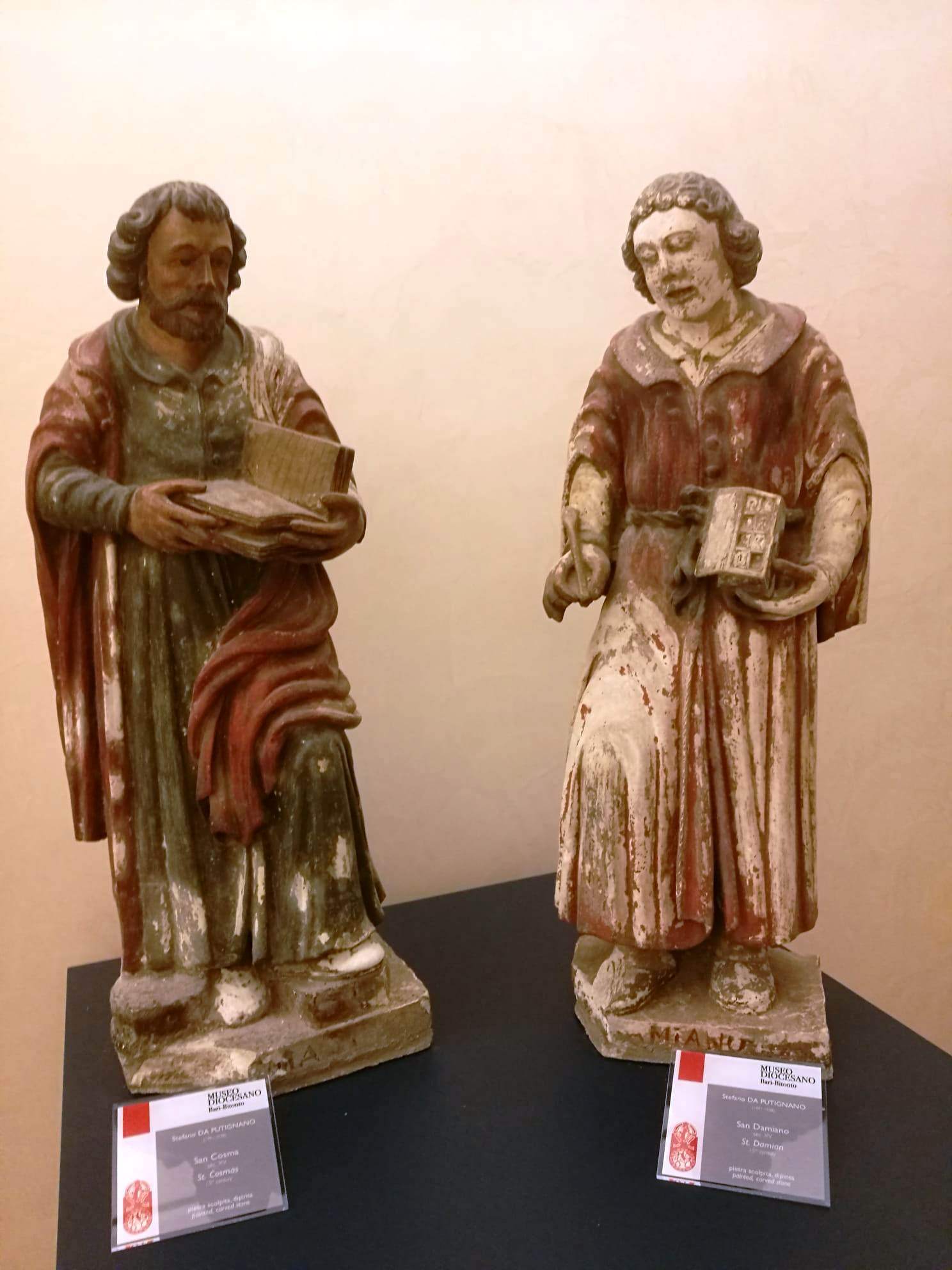
Museo diocesano di Bitonto, Santi Cosma e Damiano di Stefano da Putignano

L'artista, originario di Putignano, operò in Puglia e in Basilicata lasciando testimonianze scultoree in pietra locale di grande pregio. Poco si sa delle vicende biografiche e della sua formazione di artista.
La sua lunga attività artistica è compresa tra il 1490(?) quando data e firma il S. Sebastiano presso la chiesa di S. Pietro in Putignano, e il 1538. Il periodo è dedotto dalle date che ha lasciato incise sulle sue opere, insieme alla sua firma.

## Opere
- Putignano, chiesa madre di San Pietro: statue di San Sebastiano e di San Pietro (nella prima compare la data incompleta 149-, che la documenta come opera degli esordi di Stefano).
- Putignano, Contrada Monte Laureto, cripta di San Michele Arcangelo, alla sinistra dell'abside: statua di San Michele Arcangelo.
- Monopoli, cattedrale: statue di Santi nel muraglione esterno della piazza[1].
- Monopoli, chiesa di San Domenico: statue sulla facciata[2].
- Polignano a Mare, chiesa madre ex cattedrale di santa Maria Assunta: Presepe in pietra dipinta[3];Madonna col Bambino in trono; Pietà e san Vito martire tutte in pietra locale.
- Turi, chiesa madre di Santa Maria Assunta: Madonna col Bambino in trono detta la Madonna di Terrarossa, i Santi Medici e il complesso scultoreo della Trinità (1506)[4].
- Bitonto, chiesa di Sant'Egidio Abate: Madonna col Bambino[5].
- Bitonto, museo diocesano: statue dei Santi Cosma e Damiano (fine secolo XV); Statue da presepe (1480 ca).
- Matera, chiesa di San Domenico: statue della Madonna della Salute e di San Pietro martire che sono state di recente restaurate e che hanno rivelato la firma di Stefano (STEPHANUS APULIAE POTINIANI) e la data 1517.
- Matera, chiesa di San Francesco: statua di Sant'Antonio di Padova.
- Nardò, chiesa di Sant'Antonio da Padova (la cui architettura originaria tardoquattrocentesca potrebbe rimandare allo stesso Stefano): statue di Sant'Antonio da Padova (1514) e di San Francesco d'Assisi, firmate da Stefano da Putignano architectus.
- Casamassima, parrocchiale di Santa Croce: Madonna che adora il Bambino in pietra[6].
- Castellaneta, cattedrale: statue dei santi Pietro e Paolo[7].
- Martina Franca, Parrocchia ex Convento di Sant'Antonio: le due statue di Santo Stefano e di Sant'Antonio[8].
- Martina Franca, Chiesa Madre e Basilica Minore di San Martino: statua di San Martino e Presepe in pietra (della scuola)[9].
- Cisternino, chiesa madre di San Nicola: Altare laterale in cui nella Pala d'Altare vi è il gruppo statuario raffigurante Santa Maria di Costantinopoli e due committenti della famiglia Longo, denominata La Madonna del Cardellino; alla base del bassorilievo è incisa la frase «Colui che mi ha tratto dalla pietra nel 1517 è Stefano di Putignano di Puglia»[10].
- Cisternino, chiesa madre di san Nicola, cappella della Madonna del Santo Rosario: statua in pietra del Cristo[3].
- Noci, chiesa madre: statua della Madonna di Loreto[11].
- Grottaglie, chiesa del Carmine: Presepio in pietra dipinta (datato 1530)[12][13].
- Gioia del Colle, chiesa di San Rocco: statua di San Rocco (firmata e datata 1530)[3].
- Gravina di Puglia, chiesa madre: statua di San Michele Arcangelo (1538), ultima opera documentata.